# Eutrofiering
Eutrofiering er dannet ud fra de græske ord eu = god + trofe = ernæring. Det betyder altså: skabelse af velnærethed. Ordet bruges med et lidt forskudt indhold om søer og havområder, der indeholder for mange næringssalte, især nitrat og fosfat.
Eutrofiering kan opstå af naturlige årsager, men i de fleste tilfælde skyldes fænomenet enten tilførsel af gødning via dræn eller udledning af spildevand. Resultatet bliver under alle omstændigheder det samme: Biomassen (dvs. mængden af organisk stof) vokser, mens biodiversiteten falder. Begge dele skyldes en øget vækst hos de forholdsvis få arter, der kan udnytte den øgede adgang til gødningsstoffer (især alger), på bekostning af de mange, som trives bedst i forholdsvis næringsfattige omgivelser.
Algevæksten kan blive så voldsom, at de højere planter forsvinder, og nedbrydningen af døde alger skaber derefter iltmangel i løbet af efterår, vinter og forår. Det fjerner først og fremmest de iltkrævende fisk som ørred, sandart og aborre, og det medfører på sin side, at skidtfiskene (brasen, skalle m.fl.) får bedre opvækstbetingelser. Da de foretrækker dafnier som føde, fjerner de størstedelen af disse krebsdyr, som ellers kunne have holdt algerne nede. En ond cirkel er sluttet.
Ophobningen af bundslam gør det vanskeligt at fjerne en eutrofiering, selv efter at tilførsel af næringsstoffer er standset. Ofte er det nødvendigt at gribe ind på flere fronter samtidig:
- opsugning og bortkørsel af bundslam
- opfiskning af skidtfisk
- kalkning (der binder fosfater)
- tilførsel af ilt ved indpumpning af luft